# Devanageri, Virajpet
Devanageri là một làng thuộc tehsil Virajpet, huyện Kodagu, bang Karnataka, Ấn Độ.